# Courant glaciaire Möller

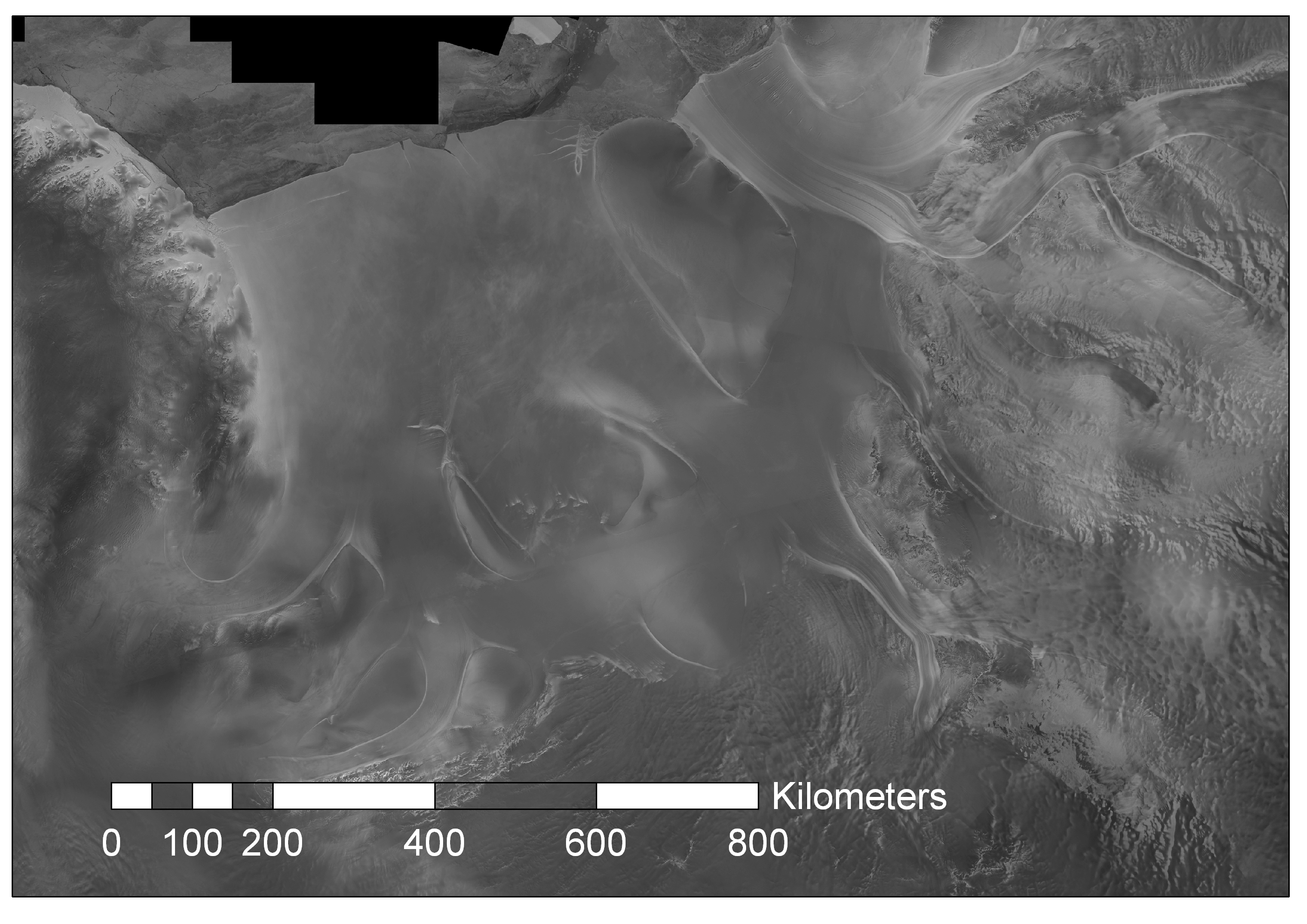
Image Radarsat de courants glaciaires, dont le Möller, coulant dans la barrière de Filchner-Ronne

Le courant glaciaire Möller (82° 20′ S, 63° 30′ O) est un courant glaciaire en antarctique qui coule en direction du nord est dans le courant glaciaire Ronne, à l'ouest du courant glaciaire Foundation. Le bassin de drainage de ce courant glaciaire est séparé de celui du courant glaciaire Foundation par le Rambo Nunataks. Sa forme a été délimitée par des images du Satellite Landsat commandées par l’Institut Angewandte Geodasie (Allemagne) en janvier-mars 1986. 
Ce courant glacier est nommé d'après l'ingénieur allemand Dietrich Möller.
Le courant glacier Möller draine une superficie de 66 000 km2 de Inlandsis ouest de l'Antarctique.